# Doi Chiang Dao
Le Doi Chiang Dao (thaï : ดอยเชียงดาว) est une montagne de Thaïlande, proche de la frontière birmane, culminant à 2 175 m d'altitude (3e sommet le plus haut de Thaïlande après le Doi Inthanon et le Doi Pha Hom Pok).

## Réserve de biosphère
Le site a été reconnu réserve de biosphère par l'Unesco en 2021,. Cette réserve de biosphère a une superficie de 859 km2.
On y trouve des espèces rares et menacées comme le gibbon à mains blanches (Hylobates lar), le semnopithèque de Phayre (Trachypithecus phayrei), le goral chinois (Naemorhedus griseus), le tigre (Panthera tigris) ou la panthère nébuleuse (Neofelis nebulosa). On peut aussi y observer des oiseaux comme la sittelle géante ou le faisan de Hume. Le palmier endémique Trachycarpus oreophilus ne pousse que sur cette montagne.
Le paysage regorge de grottes formées par l’infiltration des eaux pluviales à travers les formations calcaires. La plus grande et la plus importante d’entre elles est la grotte de Chiang Dao. Cette grotte est associée à la légende de Chao Luang Chiang Dao, le roi de tous les esprits, qui résiderait dans l’imposante montagne Doi Chiang Dao. La grotte et la montagne sont considérées comme des lieux sacrés. Un temple bouddhiste de style Lanna marque l’entrée de la grotte.